# Medalha de Mérito Altruístico
A Medalha de Mérito Altruístico (em chinês:  仁愛功績勳章) é uma condecoração macaense, atribuída desde 2001 pelo governo da Região Administrativa Especial de Macau, em reconhecimento às contribuições significativas para as atividades filantrópicas e o bem-estar social da Região Administrativa Especial de Macau da República Popular da China.

## Lista de galardoados
| Ano  | Galardoados |
| ---- | --- |
| 2001 | Lao Hin Chun |
| 2001 | Vu Shun Him |
| 2002 | Santa Casa da Misericórdia de Macau                                                                                      |
| 2002 | Associação de Beneficência "Tung Sin Tong"                                                                               |
| 2002 | Associação de Beneficência do Hospital Kiang Wu                                                                          |
| 2003 | Caritas de Macau |
| 2003 | Cruz Vermelha de Macau                                                                                                   |
| 2004 | António Fernandes |
| 2004 | Clínica dos Operários — Sede                                                                                             |
| 2005 | Associação Piedosa Asilo de São José de Macau                                                                            |
| 2005 | Associação dos Escoteiros de Macau                                                                                       |
| 2006 | Kok Tang Kei |
| 2006 | José Lai Hung-seng |
| 2006 | Lam Yam Man |
| 2007 | Maria de Fátima Salvador dos Santos Ferreira                                                                             |
| 2007 | Lo Siu Ha |
| 2007 | Obra das Mães |
| 2008 | Pedro Ho |
| 2008 | Chan Meng Kam |
| 2008 | Chiang Sao Meng |
| 2008 | Kong Tat Choi |
| 2009 | Nicosia Gaetano |
| 2009 | António José de Freitas                                                                                                  |
| 2009 | Fundação Henry Fok |
| 2010 | Fundo de Beneficência dos Leitores do Jornal Ou Mun                                                                      |
| 2010 | Associação Promotora de Enfermagem de Macau                                                                              |
| 2011 | Nuno Maria Roque Jorge                                                                                                   |
| 2011 | Leong Sio Pui |
| 2011 | Lou Wai Sek |
| 2012 | Leong Iok Wa |
| 2012 | Luís Lei Xavier |
| 2012 | Suzanne Devoy |
| 2013 | Ung Pui Kun |
| 2014 | Equipa médica da Unidade Associada e do Hospital de Dia do Centro Hospitalar Conde de São Januário dos Serviços de Saúde |
| 2014 | Arlene Trant |
| 2014 | Maria Isabel Gomes dos Santos Marreiros                                                                                  |
| 2015 | Lam Un Mui |
| 2015 | Man Hon Kong |
| 2015 | Tong Fok Veng |
| 2015 | Associação de Beneficência Meng Tak                                                                                      |
| 2015 | Associação de Beneficência Tong Chai de Macau                                                                            |
| 2016 | Associação de Bem-Estar dos Moradores de Macau                                                                           |
| 2016 | Associação dos Amigos da Caridade de Macau                                                                               |
| 2016 | Associação dos Familiares Encarregados dos Deficientes Mentais de Macau                                                  |
| 2017 | Instituto de Ação Social                                                                                                 |
| 2017 | Associação de Reabilitação Fu Hong de Macau                                                                              |
| 2018 | Stephen Lee Bun-sang |
| 2018 | Federação das Associações dos Operários de Macau                                                                         |
| 2018 | Associação Geral das Mulheres de Macau                                                                                   |
| 2018 | Associação Geral dos Chineses Ultramarinos de Macau                                                                      |
| 2019 | Vong Yim Mui |
| 2019 | União Geral das Associações dos Moradores de Macau                                                                       |
| 2019 | Associação de Beneficiência «Leng Fong» de Macau                                                                         |
| 2019 | Anima-Sociedade Protectora dos Direitos dos Animais de Macau                                                             |
| 2020 | Lei Chin Ion |